# بسط تیلور
در ریاضیات، سری تیلور یا بسط تیلور (به انگلیسی: Taylor series)، نمایش یک تابع به صورت مجموع بی‌نهایت جمله است که از مشتق‌های تابع در یک نقطه به دست می‌آید. ریاضیدان انگلیسی، بروک تیلور، در سال ۱۷۱۵ میلادی، مفهوم سری تیلور را به‌طور رسمی معرفی کرد. اگر سری را دور نقطه صفر گسترش دهیم، سری، سری مکلارن نامیده می‌شود که به نام ریاضیدان اسکاتلندی، کالین مکلارن (که در قرن ۱۸م. از این حالت خاص سری تیلور استفاده بسیاری کرد) نام‌گذاری شده‌است. مرسوم است که توابع را حول یک نقطه با تعدادی متناهی از جملات سری تیلور تقریب بزنند. قضیه تیلور مقدار خطای این تقریب زنی را به صورت کمّی تخمین می‌زند. هر تعداد متناهی از جملات اول سری تیلور به چندجمله‌ای تیلور معروف است. سری تیلور یک تابع، حد چندجمله‌ای‌های تیلور آن است (اگر حد وجود داشته باشد) یک تابع ممکن است با سری تیلورش برابر نباشد حتی اگر سری تیلور آن در هر نقطه همگرا باشد. تابعی که در یک بازهٔ باز (یا یک دیسک در صفحه مختلط) با سری تیلورش برابر باشد، تابع تحلیلی نامیده می‌شود.

## تعریف

تابع نمایی (به رنگ آبی) و مجموع n+1 جمله اول سری تیلور دور نقطه ۰ (به رنگ قرمز)

هر چه درجه چند جمله‌ای تیلور حول نقطه مد نظر افزایش پیدا کند، تابع تقریب تیلور به تابع اصلی نزدیک‌تر می‌شود. این تصویر و تقریب‌های تیلور آن را تا جملات ۱، ۳، ۵، ۷، ۹، ۱۱ و ۱۳ نشان می‌دهد.

سری تیلور یک تابع {\displaystyle f(x)} با مقادیر حقیقی یا مختلط که در همسایگی نقطه حقیقی یا مختلط {\displaystyle x_{0}} بی‌نهایت بار مشتق‌پذیر است، سری توانیِ زیر است:
{\displaystyle f(x)=f(x_{0})+{\frac {f'(x_{0})(x-x_{0})}{1!}}+{\frac {f''(x_{0})(x-x_{0})^{2}}{2!}}+{\frac {f'''(x_{0})(x-x_{0})^{3}}{3!}}+...}
که می‌توانیم آن را با علامت سیگما خلاصه‌تر بنویسیم:
{\displaystyle f(x)=\sum _{n=0}^{\infty }{\frac {f^{(n)}(x_{0})}{n!}}(x-x_{0})^{n}}
که در اینجا {\displaystyle n!} به معنی فاکتوریل عدد {\displaystyle n} و {\displaystyle f^{(n)}(x_{0})} به معنی مشتق مرتبه{\displaystyle n}اُم تابع {\displaystyle f} در نقطه {\displaystyle x_{0}} است. طبق تعریف مشتق ۰-اُم هر تابع خودش است و {\displaystyle (x-x_{0})^{0}} و {\displaystyle 0!} هر دو برابر ۱اند. اگر {\displaystyle x_{0}=0} باشد، سری همان سری مکلورن است.

## اثبات
فرض کنید می‌خواهیم تابعی چندجمله‌ای مثل {\displaystyle P(x)} مدلسازی کنیم که در همسایگی نقطه {\displaystyle a} با تابع {\displaystyle f(x)} یکریخت باشد. اول اینکه باید مقدار تابع در نقطه {\displaystyle a} با {\displaystyle f} برابر باشد پس داریم:
{\displaystyle P(a)=f(a)}
تا اینجا داریم {\displaystyle P(x)=f(a)} و اکنون برای اینکه تابع {\displaystyle P} در همسایگی {\displaystyle a} نیز شبیه {\displaystyle f} شود باید مشتق‌های آن در این نقطه با مشتق‌های {\displaystyle f} برابر باشد. مشتق‌های {\displaystyle f} را به صورت مضاربی از x به {\displaystyle P} اضافه می‌کنیم به‌طوری که: (۱) در نقطهٔ {\displaystyle a} برابر صفر باشند تا مدل به هم نخورد و (۲) مشتق i-اُمِ {\displaystyle P} برابر با مشتق i-اُمِ {\displaystyle f} باشد. برای برقراری شرط یک و دو کافی‌ست مقدار عددی مشتق i-اُمِ {\displaystyle f} را به ضریبِ {\displaystyle {\frac {(x-a)^{i}}{i!}}} قرار دهیم. در این صورت این مقدار تا مشتق i-اُم صفر باقی خواهد ماند و چون در هر مشتق این مقدار در توانِ صورت ضرب می‌شود هنگامِ گرفتن مشتق i-اُم خواهیم داشت  {\displaystyle P^{(i)}(x)={\frac {\mathrm {d} }{\mathrm {d} x}}(f^{(i)}(a))(i!){\frac {(x-a)^{i}}{i!}}=f^{(i)}(a)}. اگر اضافه کردن مشتقات را تا ابد ادامه دهیم تابع {\displaystyle P} بیشتر شبیه {\displaystyle f} شده تا در بینهایت هم‌ارز خود {\displaystyle f} شود.
{\displaystyle f(x)\sim P(x)=f(a)+{\frac {f'(a)}{1!}}(x-a)+{\frac {f''(a)}{2!}}(x-a)^{2}+{\frac {f^{(3)}(a)}{3!}}(x-a)^{3}+\cdots .}
یا همان:
{\displaystyle f(x)\sim P(x)=\sum _{n=0}^{\infty }{\frac {f^{(n)}(a)}{n!}}\,(x-a)^{n}}
گاهی درگرفتن حد، از یک یا دو جمله اول گسترش تیلور یک تابع دور نقطه حدگیری، به عنوان یک هم‌ارزی استفاده می‌کنند. به عنوان مثال در گسترش تیلور تابع {\displaystyle sin(x)} دور نقطه ۰ داریم:
{\displaystyle \sin(x)=x-{\frac {x^{3}}{3!}}+{\frac {x^{5}}{5!}}-\cdots {\text{ for all }}x\!}
پس در حد گرفتن، هرجا کمان {\displaystyle sin(x)} به سمت صفر میل کند داریم:
{\displaystyle \sin(x)\sim x-{\frac {x^{3}}{3!}}}

## نمونه
{\displaystyle f(x)=e^{2x}}
در همسایگی (۱-)، بی‌نهایت بار مشتق‌پذیر است.
می‌توان گفت:
{\displaystyle e^{2x}={\frac {(1)}{(e^{2})}}+{\frac {(2)(x+1)}{(1!)(e^{2})}}+{\frac {(2^{2})(x+1)^{2}}{(2!)(e^{2})}}+{\frac {(2^{3})(x+1)^{3}}{(3!)(e^{2})}}+...}
{\displaystyle e^{2x}=\sum _{n=0}^{\infty }{\frac {(2)^{(n)}}{((n)!e^{2})}}(x+1)^{n}}
همچنین، از بسط تیلور می‌توان برای حل از روش سری‌های توانی استفاده کرد.

## موارد پر کاربرد
تابع نمایی
{\displaystyle e^{x}=\sum _{n=0}^{\infty }{\frac {x^{n}}{n!}}=1+x+{\frac {x^{2}}{2!}}+{\frac {x^{3}}{3!}}+\cdots {\text{ for all }}x\!}
لگاریتم طبیعی
{\displaystyle \ln(1-x)=-\sum _{n=1}^{\infty }{\frac {x^{n}}{n}}{\text{ for }}-1\leq x<1}
{\displaystyle \ln(1+x)=\sum _{n=1}^{\infty }(-1)^{n+1}{\frac {x^{n}}{n}}{\text{ for }}-1<x\leq 1}
دنبالهٔ هندسی متناهی
{\displaystyle {\frac {1-x^{m+1}}{1-x}}=\sum _{n=0}^{m}x^{n}\quad {\mbox{ for }}x\not =1{\text{ and }}m\in \mathbb {N} _{0}\!}
دنبالهٔ هندسی نامتناهی
{\displaystyle {\frac {1}{1-x}}=\sum _{n=0}^{\infty }x^{n}{\text{ for }}|x|<1\!}
متغیرهای دنبالهٔ هندسی نامتناهی
{\displaystyle {\frac {1}{1-x}}=\sum _{n=0}^{\infty }x^{-n}{\text{ for }}|x|>1\!}
{\displaystyle {\frac {x^{m}}{1-x}}=\sum _{n=m}^{\infty }x^{n}\quad {\mbox{ for }}|x|<1{\text{ and }}m\in \mathbb {N} _{0}\!}
{\displaystyle {\frac {x}{(1-x)^{2}}}=\sum _{n=1}^{\infty }nx^{n}\quad {\text{ for }}|x|<1\!}
{\displaystyle {\frac {1}{(1-x)^{2}}}=\sum _{n=1}^{\infty }nx^{n-1}\quad {\text{ for }}|x|>1\!}
ریشهٔ مربع
{\displaystyle {\sqrt {1+x}}=\sum _{n=0}^{\infty }{\frac {(-1)^{n}(2n)!}{(1-2n)(n!)^{2}(4^{n})}}x^{n}=1+\textstyle {\frac {1}{2}}x-{\frac {1}{8}}x^{2}+{\frac {1}{16}}x^{3}-{\frac {5}{128}}x^{4}+\dots {\text{ for }}|x|\leq 1}
بسط دو جمله‌ای
{\displaystyle (1+x)^{\alpha }=\sum _{n=0}^{\infty }{\alpha  \choose n}x^{n}\quad {\mbox{ for all }}|x|<1{\text{ and all complex }}\alpha \!}
توابع مثلثاتی
{\displaystyle \sin x=\sum _{n=0}^{\infty }{\frac {(-1)^{n}}{(2n+1)!}}x^{2n+1}=x-{\frac {x^{3}}{3!}}+{\frac {x^{5}}{5!}}-\cdots {\text{ for all }}x\!}
{\displaystyle \cos x=\sum _{n=0}^{\infty }{\frac {(-1)^{n}}{(2n)!}}x^{2n}=1-{\frac {x^{2}}{2!}}+{\frac {x^{4}}{4!}}-\cdots {\text{ for all }}x\!}
{\displaystyle \tan x=\sum _{n=1}^{\infty }{\frac {B_{2n}(-4)^{n}(1-4^{n})}{(2n)!}}x^{2n-1}=x+{\frac {x^{3}}{3}}+{\frac {2x^{5}}{15}}+\cdots {\text{ for }}|x|<{\frac {\pi }{2}}\!}
{\displaystyle \sec x=\sum _{n=0}^{\infty }{\frac {(-1)^{n}E_{2n}}{(2n)!}}x^{2n}{\text{ for }}|x|<{\frac {\pi }{2}}\!}
{\displaystyle \arcsin x=\sum _{n=0}^{\infty }{\frac {(2n)!}{4^{n}(n!)^{2}(2n+1)}}x^{2n+1}{\text{ for }}|x|\leq 1\!}
{\displaystyle \arccos x={\pi  \over 2}-\arcsin x={\pi  \over 2}-\sum _{n=0}^{\infty }{\frac {(2n)!}{4^{n}(n!)^{2}(2n+1)}}x^{2n+1}{\text{ for }}|x|\leq 1\!}
{\displaystyle \arctan x=\sum _{n=0}^{\infty }{\frac {(-1)^{n}}{2n+1}}x^{2n+1}{\text{ for }}|x|\leq 1\!}
توابع هذلولی
{\displaystyle \sinh x=\sum _{n=0}^{\infty }{\frac {x^{2n+1}}{(2n+1)!}}=x+{\frac {x^{3}}{3!}}+{\frac {x^{5}}{5!}}+\cdots {\text{ for all }}x\!}
{\displaystyle \cosh x=\sum _{n=0}^{\infty }{\frac {x^{2n}}{(2n)!}}=1+{\frac {x^{2}}{2!}}+{\frac {x^{4}}{4!}}+\cdots {\text{ for all }}x\!}
{\displaystyle \tanh x=\sum _{n=1}^{\infty }{\frac {B_{2n}4^{n}(4^{n}-1)}{(2n)!}}x^{2n-1}=x-{\frac {1}{3}}x^{3}+{\frac {2}{15}}x^{5}-{\frac {17}{315}}x^{7}+\cdots {\text{ for }}|x|<{\frac {\pi }{2}}\!}
{\displaystyle \mathrm {arsinh} (x)=\sum _{n=0}^{\infty }{\frac {(-1)^{n}(2n)!}{4^{n}(n!)^{2}(2n+1)}}x^{2n+1}{\text{ for }}|x|\leq 1\!}
{\displaystyle \mathrm {artanh} (x)=\sum _{n=0}^{\infty }{\frac {x^{2n+1}}{2n+1}}{\text{ for }}|x|<1\!}